# Echemella
Echemella Strand, 1906 è un genere di ragni appartenente alla famiglia Gnaphosidae.

## Distribuzione
Le 6 specie note di questo genere sono diffuse in Africa orientale e centrale: 5 specie sono state rinvenute nella sola Etiopia.

## Tassonomia
Considerato un sinonimo anteriore di Allodrassus Strand, 1906 e di Maniana Strand, 1906, a seguito di un lavoro degli aracnologi Murphy e Russell-Smith del 2007.
Non sono stati esaminati esemplari di questo genere dal 2007.
Attualmente, a giugno 2015, si compone di 6 specie:
- Echemella occulta (Benoit, 1965) — Congo
- Echemella pavesii (Simon, 1909) — Etiopia
- Echemella quinquedentata Strand, 1906[2] — Etiopia
- Echemella sinuosa Murphy & Russell-Smith, 2007 — Etiopia
- Echemella strandi (Caporiacco, 1940) — Etiopia
- Echemella tenuis Murphy & Russell-Smith, 2007 — Etiopia

### Specie trasferite
- Echemella aldabrae Strand, 1907; trasferita al genere Camillina Berland, 1919[1].

### Sinonimi
- Echemella defecta (Strand, 1906); posta in sinonimia con E. quinquedentata Strand, 1906 a seguito di un lavoro degli aracnologi Murphy & Russell-Smith del 2007.
- Echemella tridentata (Strand, 1906); posta in sinonimia con E. quinquedentata Strand, 1906 a seguito di un lavoro degli aracnologi Murphy & Russell-Smith del 2007.